# Puebla de la Sierra
Puebla de la Sierra è un comune spagnolo di 91 abitanti situato nella comunità autonoma di Madrid. Fa parte della comunità di comuni della Sierra del Rincón.

## Galleria d'immagini

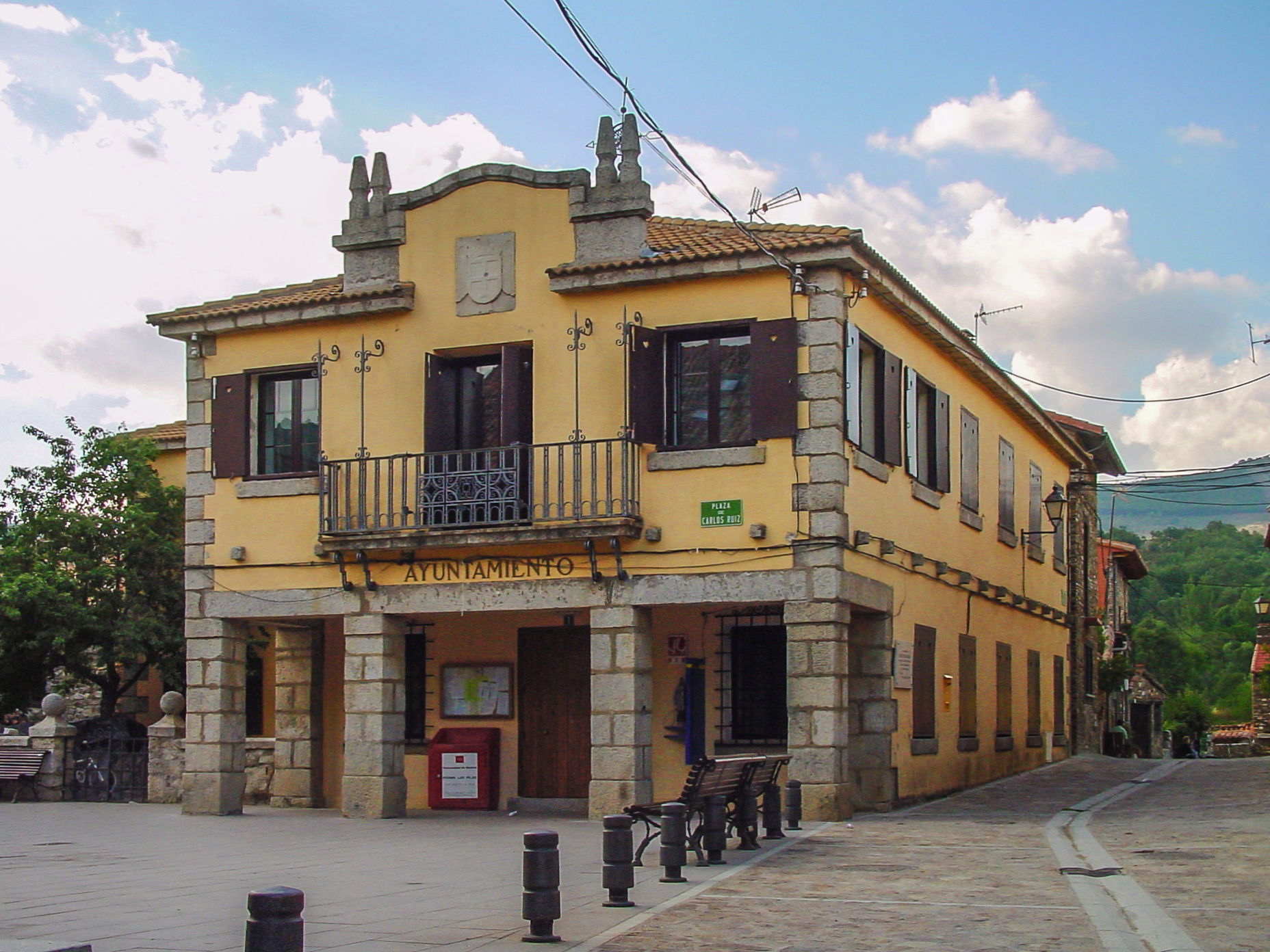
Municipio di Puebla de la Sierra
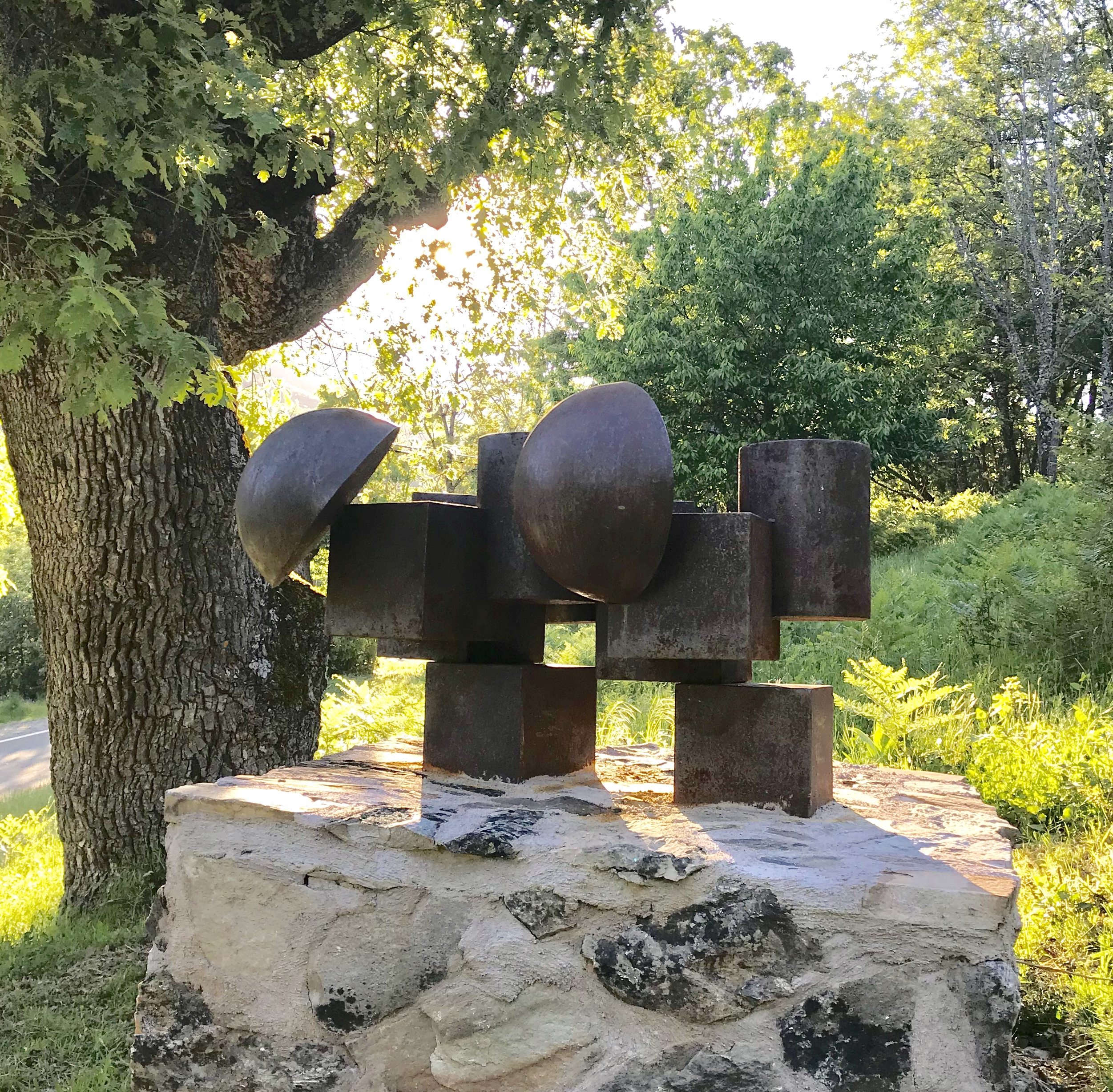
Parco Scultoreo nel comune. Scultura di Teddy Cobeña
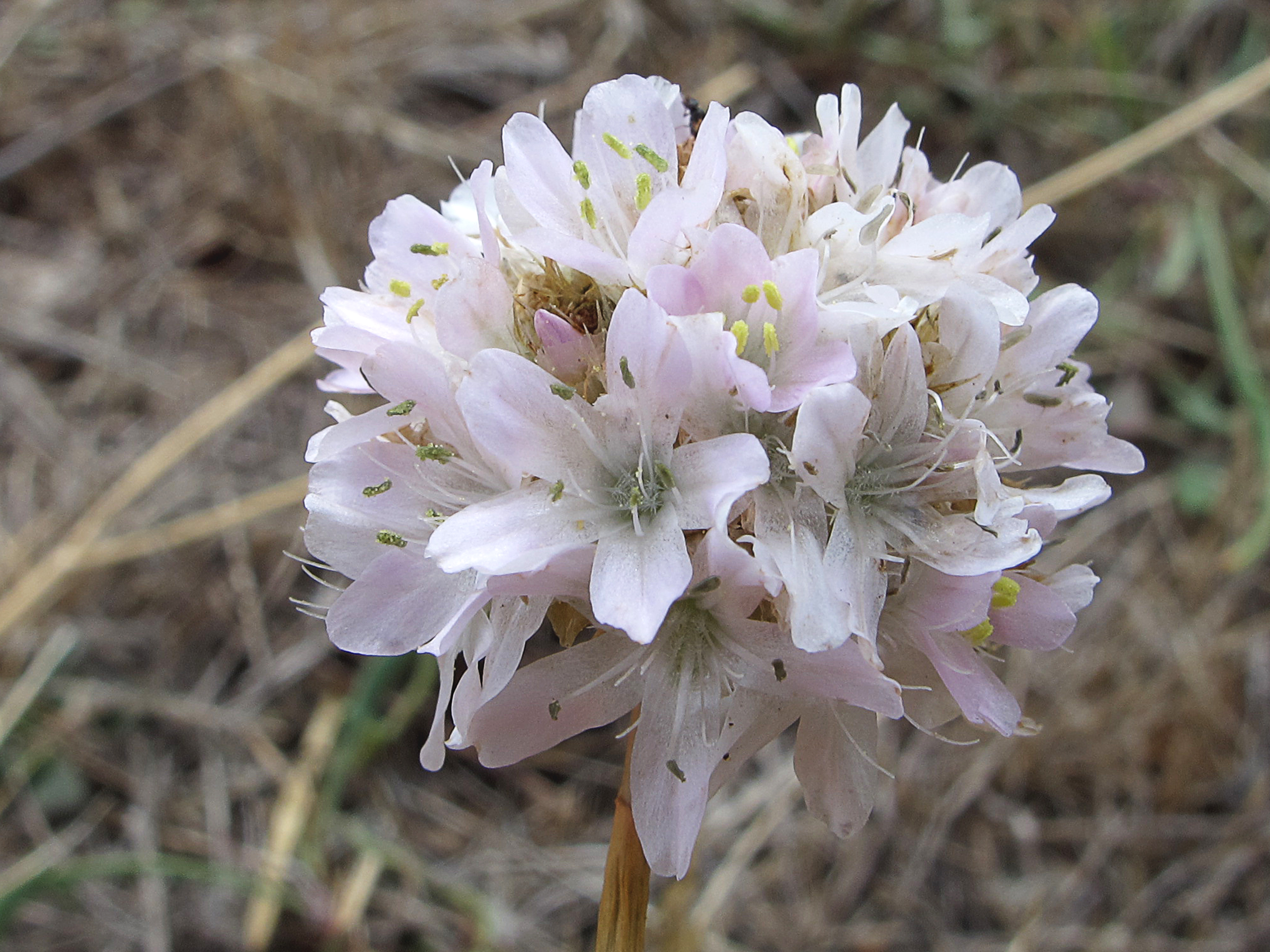
Fiori nella biosfera di Puebla de la Sierra